# Nasdaq
 (транскр.  Насдак, енгл. National Association of Securities Dealers Automated Quotations) америчка је електронска деоничка берза са седиштем у Њујорку. Власник и оператор је The Nasdaq Stock Market, Inc. чије се деонице продају на властитој берзи под знаком NDAQ (Ендек), с почетком у 2002. Насдак је највећа електронска берза у Сједињеним Америчким Државама. Са отприлике 3.300 компанија, у просеку измењује више акција по дану него друге америчке берзе. Главни директор је Роберт Грајфелд.
NASDAQ је најактивније место за трговину акцијама у САД по обиму, и друго на листи берзи по тржишној капитализацији акција којима се тргује, иза Њујоршке берзе. Платформа за размену је у власништву Насдак, Инк, која такође поседује Насдак нордијску берзанску мрежу и неколико САД берзи и тржишта опција. Према Галуповом истраживању спроведеном 2022. године, приближно 58% одраслих Американаца је изјавило да је новац инвестирао на овој берзи, било преко појединачних акција, заједничких фондова или пензионих рачуна.

## Историја
Кад је почела с радом 8. фебруара 1971. била је прва светска електронска деоничка берза. Дана 17. јула 1995. индекс Насдак је по први пут затворио дан изнад 1000. Свој највећи ниво је досегао 10. марта 2000. када се попео на 5132.52 када је означио почетак краја дот-ком балона. У једној години индекс је пао испод половине своје највише вредности.

### 1971–2000
„Насдак“ је у почетку био акроним за аутоматизовано нотирање Националне асоцијације трговаца хартијама од вредности. Основала га је 1971. године Национална асоцијација трговаца хартијама од вредности (NASD), сада позната као Регулаторна управа за финансијску индустрију. Дана 8. фебруара 1971, Насдак берза је почела са радом као прва електронска берза на свету. У почетку је то био само „систем нотирања“ и није пружао начин за обављање електронске трговине.
NASDAQ берза је временом преузела већину великих трговина које су биле обављене преко шалтерског (OTC) система трговања, али још увек има много хартија од вредности којима се тргује на овај начин. Све до 1987. године, Насдак берза се и даље обично називала „OTC“ у медијским извештајима, као и у месечним Водичима за акције (водичима акција и процедура) које је издавала Standard & Poor's корпорација. Током година, постало је у већој мери берзанско тржиште додавањем извештавања о трговини и обиму и аутоматизованих система трговања. Године 1981, Насдак је трговао са 37% од укупно 21 милијарде акција америчког тржишта хартија од вредности. До 1991. године, Насдаков удео је порастао на 46%. Године 1992, Насдак берза се удружила са Лондонском берзом да би формирала прву интерконтиненталну везу тржишта капитала. Године 1998, постала је прва берза у Сједињеним Државама која је трговала онлајн, користећи слоган „берзанско тржиште у наредних сто година“. Насдак берза привукла је многе компаније током дот-ком балона.

### 2000–present
Дана 10. марта 2000. године, NASDAQ композит берзански индекс достигао је максимум на 5.132,52, али је до 17. априла пао на 3.227, и у наредних 30 месеци пао је 78% са свог врхунца.
У низу продаја 2000. и 2001. године, FINRA је продала свој удео у Насдаку. Дана 2. јула 2002. Насдак Инк. је постао јавно предузеће путем иницијалне јавне понуде. Године 2006, статус Насдак берзе је промењен из берзе у лиценцирану националну берзу хартија од вредности. Године 2007, спојио се са OMX-ом, водећим оператером размене у нордијским земљама, проширио свој глобални отисак и променио име у NASDAQ OMX група.
У фебруару 2011. године, након најављеног спајања NYSE Euronext са Берлинском берзом, појавиле су се спекулације да би NASDAQ OMX и Интерконтинентална берза (ICE) могле да дају сопствену противпонуду за NYSE. NASDAQ OMX би могао да тражи куповину готовинских акција Америчке берзе, а ICE посао са дериватима. У то време, „тржишна вредност NYSE Еуронекста била је 9,75 милијарди долара. Насдак је био процењен на 5,78 милијарди долара, док је ICE био процењен на 9,45 милијарди долара.“ Крајем месеца, објављено је да Насдак размишља да пита ICE или Чикашку меркантилну берзу за придруживање ономе што би вероватно требало да буде, да се наставило, противпонуда од 11–12 милијарди долара.
У децембру 2005, NASDAQ је купио Инстинет за 1,9 милијарди долара, задржавши Инет ECN и након тога продавши агенцијско брокерско пословање Силвер Лејк партнерима и Инстинет менаџменту.
Европско удружење трговаца хартијама од вредности (EASDAQ) је основано као европски еквивалент Насдак берзи. Купио га је NASDAQ 2001. године и то је постало NASDAQ Европа. У 2003. години, операције су обустављене као резултат пуцања дот-ком балона. Године 2007, NASDAQ Европа је оживљен прво као Equiduct, а касније те године купила га је Берлинска берза.
Дана 18. јуна 2012. Насдак OMX је постао један од оснивача Иницијативе Уједињених нација за одрживе берзе уочи Конференције Уједињених нација о одрживом развоју (Рио+20).
У новембру 2016. године, главни оперативни директор Адена Фридман је унапређена у главног извршног директора, поставши прва жена која је водила велику берзу у САД.
У 2016. Насдак је зарадио 272 милиона долара прихода од листинга.
У октобру 2018. SEC је пресудио да Њујоршка берза и Насдак нису оправдали наставак повећања цена приликом продаје тржишних података.
У децембру 2020. NASDAQ је најавио да ће укинути своје индексе четири кинеске компаније као одговор на Извршну наредбу 13959.

## NASDAQ индекси
НАСДАК наводи акције не само високотехнолошких компанија, тако да је настао читав систем индекса, од којих сваки одражава ситуацију у одговарајућем сектору привреде. Сада постојe тринаест таквих индекса, који се заснивају на котацијама хартија од вредности којима се тргује у електронском систему NASDAQ.

### Nasdaq Composite
Nasdaq Composite Индекс укључује акције свих компанија које котирају на берзи NASDAQ (укупно преко 5000). Тржишна вредност се израчунава на следећи начин: укупан број акција предузећа се помножи са тренутном тржишном вредношћу једне акције.

### Nasdaq-100
Nasdaq-100 укључује 100 највећих компанија по капитализацији, чијим се дионицама тргују на NASDAQ берзи. Индекс не укључује твртке финансијског сектора. Од 2021. 57% Nasdaq-100 чине технолошке твртке. На берзи Nasdaq понавља динамику Nasdaq-100 фонд под ознаком QQQ са великом прецизношћу.

### Остали NASDAQ индекси
- NASDAQ Bank Index - за компаније у банкарском сектору
- NASDAQ Biotechnology Index - за медицинске и фармацеутске компаније
- NASDAQ Computer Index - за компаније које развијају софтвер и хардвер за рачунаре
- NASDAQ Financial Index -за компаније из финансијског сектора, осим банака и осигуравајућих друштава
- NASDAQ Industrial Index - за индустријска предузећа
- NASDAQ Insurance Index - за осигуравајућа друштва
- NASDAQ Telecommunications Index - за телекомуникационе компаније